# Annona pruinosa
Annona pruinosa är en kirimojaväxtart som beskrevs av George Edward Schatz. Annona pruinosa ingår i släktet annonor, och familjen kirimojaväxter. Inga underarter finns listade i Catalogue of Life.